# Ли (Большой Манчестер)
Ли (англ. Leigh, английское произношение: [ˈli:]) — город в муниципальном районе Уиган, графство Большой Манчестер, Англия. Расположен в 12 км к юго-востоку от Уигана и в 15 км к западу от Манчестера.
Исторически был частью Ланкашира. После объединения в 1875 году трёх тауншипов, Пеннингтона, Уэстли и Бедфорда, был образован местный совет района Ли (англ. Leigh Local Board District), и «Ли» стало официальным названием города. В 1894 году, после присоединения части Атертона, Ли стал городским округом. В 1899 году Ли получил статус муниципального боро (англ. municipal borough). Первый таун-холл был возведён на Кинг-стрит; в 1907 году был построен новый таун-холл, существующий по сей день.
Исторически это была сельскохозяйственная территория, известная молочным животноводством, ручным прядением и ткачеством, а позднее —шёлковой и хлопковой промышленностью. В Ли также активно велась добыча каменного угля. В начале XXI века основой экономики Ли является торговля и сфера услуг.

## История
Название города происходит от древнеанглийского слова leah, которое обозначало место в лесу, прогалину, лесную поляну, а впоследствии пастбище или луг. В 1276 году появилось написание Legh. Варианты написания менялись со временем: Leech (1264), Leeche (1268), Leghthe (1305),  Leght (1417), Lech (1451), Legh (XVI век). Название территории отражало её специализацию: в этом районе было много пастбищ и молочных производств, в ряде источников особо отмечается «превосходный» сыр из Ли.
Самые ранние найденные свидетельства деятельности людей на территории Ли включают каменный топор эпохи неолита и бронзовый наконечник копья. 
В XII веке древняя община Ли состояла из шести тауншипов, включающих Пеннингтон, Бедфорд, Уэстли, Атертон, Астли и Тайлдзли. На площадях у приходских церквей еженедельно располагались рынки, а дважды в город проводились ярмарки по продаже рогатого скота. Манор Бедфорда упоминается в документах в 1202 году, когда им владел сэр Генри де Кайли (Sir Henry de Kighley). Его семья владела манором до XVI века, хотя никогда не проживала на данной территории. Другими землевладельцами с XIV века были Шаттлуорты (Shuttleworths), в частности, Ричард Шаттлуорт, который женился на дочери Эрмстонов из Уэстли и жил в Сэндипул-фарм к югу от Бриджуотерского канала. Ещё одной известной семьёй Бедфорда были Сейлы из Хоуп-Карр-Холла (англ. The Sales of Hope Carr Hall). Сейлы были рекузантами и тайно хранили «старую веру», когда последователи католицизма подвергались преследованиям. Родовое имение Хоуп Карр (англ. Hope Carr Hall) было обнесено рвом.
Во времена Английской революции часть населения поддерживала роялистов, другая часть была на стороне парламентаристов. 2 декабря 1642 года в городе прошла битва, в которой отряд из соседнего Атертона разбил войско роялистов под командованием Джеймса Стэнли, 7-го графа Дерби. Сэр Томас Тайлзли из Астли был убит 25 августа 1651  года в битве при Уиган-Лейн и был похоронен в местной приходской церкви.
К концу XVI века сельское хозяйство, молочная промышленность и производство сыра продолжали оставаться важными отраслями в экономике Ли, но уже начало зарождаться прядильное и ткацкое производство. Торговцы из соседнего Манчестера каждую неделю приносили в таверны ткацкие материалы и забирали готовую одежду. Сначала прядение и ткачество было дополнением к сельскохозяйственной работе местных жителей, но к концу XVII века в Ли появились профессиональные ткачи, напрямую работающие с Манчестером. Местные жители уверены, что изобретателем прядильной машины был житель Ли Томас Хайз, но его изобретение «украл» Ричард Аркрайт, сделавший состояние на роялти от патентов. После появления механических станков на фабриках Манчестера ручные ткацкие станки в Ли оказались невостребованными, и в городе началась серьёзная безработица. В 1827 году в Ли началось производство шёлка. Уильям Уолкер открыл первую шёлковую фабрику в Ли в 1828 году. Вскоре появились и другие шёлковые фабрики, например фабрика Джеймса Пауналла и Генри Хилтона. Последняя шёлковая фабрика в Ли закрылась в 1926 году. В середине 1830-х годов в городе открылись хлопкопрядильные фабрики.
14 августа 1893 года в городе прошла  забастовка (англ. Leigth Feight). Чартисты призывали к забастовке из-за высокой безработицы и больших цен. В Ли собралась толпа, как минимум, в две тысячи человек. Группа рабочих из Чоубента в размере от 400 до 500 человек грозилась  поджечь Хейз-милл. В город вошёл отряд войск из Хейдока, а группа специальных констеблей была приведена к присяге у местного магистрата. Закон о бунтах был зачитан вслух сквайром Томасом Уитингтоном, после чего толпа на время разошлась, но позднее собралась снова. Начались драки, многие получили ранения, были произведены аресты. Арестованные получили серьёзные сроки заключения, но протесты в итоге привели к выборной реформе и всеобщему избирательному праву.
После забастовки в Ли были построены большие многоэтажные прядильные фабрики, пять из которых ещё существовали в начале XXI века. 
Шахты существовали в Уэстли с XII века. Начиная со второй половины XIX века с развитием новых технологий появилась возможность разрабатывать более глубокие пласты угля. Добыча каменного угля стала второй по значимости отраслью промышленности в Ли после текстильной промышленности. Шахта «Парсонидж» стала одной из самых глубоких в стране, её глубина превышала 900 метров. Объём работ на шахте «Парсонидж» возрос в 1960-е годы, когда был проложен горизонтальный туннель, открывший доступ к ранее недоступным пластам. Пласты были заполнены водой, и для её откачки пришлось использовать насосы. Вода из пластов закачивалась в подземные каналы, после чего поступала в канал Ли. Паровой двигатель шахтной подъёмной машины в «Парсонидже» работал на метане,  а соседняя шахта «Бикершо» имела более совершенную электрическую систему. В 1974 году две эти шахты были соединены подземным туннелем, после чего весь уголь поднимался на поверхность в «Бикершо»,  имевшую более современную инфраструктуру, а «Парсонидж» использовалась для снабжения сырьём. Во второй половине XX века каменноугольный бассейн Ланкашира был закрыт для глубокой добычи, хотя несколько шахт продолжало функционировать в начале XXI века.
13 августа 1886 года на шахте «Бедфорд» произошёл взрыв рудничного газа, вследствие чего погибло 38 шахтёров. На шахте «Бикершо» также случались инциденты, самый серьёзный из них случился в октябре 1932 года, когда 19 человек утонули после обрушения клетки на дно пещеры, заполненное водой.

## География
Ли располагается в низине на высоте 15 метров над уровнем моря. Самая высокая точка располагается на высоте 38 метров над уровнем моря. Торфяные болота Астли и Бедфорда являются остатками большого верхового болота, которое ранее покрывало большую территорию к северу от реки Мерси, и, наряду с болотами Холкрофта и Ризли Мосс, являются частью Манчестерских болот (англ. Manchester Mosses), особо охраняемой территории в соответствии с директивой Совета 92/43/ЕЭС от 21.05.1992 «об охране природных мест обитания, дикой флоры и фауны». Территория расположена в бассейне реки Мерси, несколько ручьёв в районе Ли втекает в Мерси, включая ручьи Уэстли и Пеннингтона, которые, соединяясь, образуют ручей Глейз (англ. Glaze Brook). Почвы состоят из суглинка и песчаника, с аллювиальными и торфяными отложениями на юго-востоке и каменноугольными пластами на севере. В Бедфорде и Астли встречаются доломиты.
Ли пересекает шоссе из Болтона в Сент-Хеленс, которое ранее было торговой дорогой для вьючных лошадей, а в 1762 году стало платной дорогой. Через Ли проходит дорога A579, которая обходит центр вдоль железнодорожной ветки Болтона и Ли. С запада на восток город пересекает Бриджуотерский канал и ветка канала Лидса и Ливерпуля; каналы пересекаются на мосту Ли к югу от центра города. В 1930-е годы была построена восточная ланкаширская дорога (A580), которая проходит южнее города.

## Демография
На момент переписи населения Великобритании 2001 года, согласно Национальной статистической службе, численность населения городской части Ли, являвшейся частью городской агломерации «Большой Манчестер», составляла 43 006 человек, 20 990 (48,8 %) были мужчинами и 22 016 (51,2 %) были женщинами; количество домовладений составило 18 270. Поселение занимало 884 гектара (в 1991 году площадь поселения составляла 858 гектаров). Плотность населения составила 48,65 человек на один гектар (тогда как плотность населения в целом по графству Большой Манчестер составила 40,20 человек на один гектар). Медианный возраст населения составил 37 лет (в Большом Манчестере — 36 лет, в Англии и Уэльсе в целом — 37 лет).
Большинство жителей Ли (согласно итогам переписи 2001 года) родилось в Англии (95,92 %), только 2,10 % его жителей родилось не в Великобритании.
В 2001 году 85,5 % жителей Ли назвали себя христианами, 7,6 % жителей заявили, что не относятся ни к какой религии, и 0,6 % назвали себя мусульманами.
В большей части Ли наблюдается маятниковая миграция в Уоррингтон и Уиган, в восточных частях города многие жители ездят на работу в Манчестер.
По данным переписи 2001 года, 19 051 человек (44,3 %), работавших в Ли, там же и проживали. Из них 18,36 %  работали в сфере оптовой и розничной торговли, включая ремонт моторных транспортных средств; 21,60 % работали в обрабатывающей промышленности; 11,99 % работали в сфере здравоохранения и социальной сфере. 45,16 % домохозяйств владело одним автомобилем или фургоном, 30,77 % не владело ни одним транспортным средством. Среднее количество транспортных средств в Ли составило 0,98 на одно домохозяйство по сравнению с 0,93 во всей городской территории Большого Манчестера.

### Численность населения
| Рост населения с 1801 по 2001 год                                                                        | Рост населения с 1801 по 2001 год | Рост населения с 1801 по 2001 год | Рост населения с 1801 по 2001 год | Рост населения с 1801 по 2001 год | Рост населения с 1801 по 2001 год | Рост населения с 1801 по 2001 год | Рост населения с 1801 по 2001 год | Рост населения с 1801 по 2001 год | Рост населения с 1801 по 2001 год | Рост населения с 1801 по 2001 год | Рост населения с 1801 по 2001 год |
| Год | 1801                              | 1811                              | 1821                              | 1831                              | 1841                              | 1851                              | 1861                              | 1871                              | 1881                              | 1891                              |                                   |
| --- | --------------------------------- | --------------------------------- | --------------------------------- | --------------------------------- | --------------------------------- | --------------------------------- | --------------------------------- | --------------------------------- | --------------------------------- | --------------------------------- | --------------------------------- |
| Население                                                                                                | нет данных                        | нет данных                        | 18 372                            | 20 083                            | 28 568                            | 5206                              | 10621                             | нет данных                        | нет данных                        | 28 708                            |                                   |
| |                                   |                                   |                                   |                                   |                                   |                                   |                                   |                                   |                                   |                                   |                                   |
| Год | 1901                              | 1911                              | 1921                              | 1931                              | 1939                              | 1951                              | 1961                              | 1971                              | 1981                              | 1991                              | 2001                              |
| Население                                                                                                | 40 001                            | 44 103                            | 45 532                            | 45 317                            | 45 458                            | 48 728                            | 46 174                            | нет данных                        | 42 929                            | 43 150                            | 43 006                            |
| Parish 1821—1861 · Urban Sanitary District 1891 · Urban District 1901—1961 · Urban Subdivision 1981—2001 |                                   |                                   |                                   |                                   |                                   |                                   |                                   |                                   |                                   |                                   |                                   |

## Спорт
В Ли базируется профессиональная команда по регбилиг, «Ли Сентьюрионз». Команда выступала в Суперлиге в сезоне 2005 года, а также в 2016 и 2017 году.
В городе также базировался полупрофессиональный футбольный клуб «Ли Дженисис». В июне 2011 года клуб распустил главную команду и начал функционировать в формате футбольной академии. Также в городе базируются любительские футбольные клубы, в частности, «Ли Атлетик», выступающий в Манчестерской футбольной лиге.
Стадион «Ли Спортс Виллидж», расположенный к юго-западу от центра Ли, был построен в 2008 году, и вмещает 12 тысяч зрителей. На нём проходят регбийные матчи «Ли Сентьюрионз», а также футбольные матчи резервной и женской команд клуба «Манчестер Юнайтед».

## Известные жители
Cэр Джон Эдвард Леннард-Джонс, сэр Питер Максвелл Дейвис, сэр Алан Раштон Баттерсби, Роджер Хант и Пит Шелли были учениками средней школы Ли (англ. Leigh Grammar School). Дэвид Моррис, член Парламента от Моркама и Лунздейла, родился в Ли. Джоржи Фейм, певец и музыкант в стиле ритм-энд-блюз, родился в Ли в 1943 году. Английский писатель Джеймс Хилтон родился в Ли в 1900 году. Журналист Пол Мейсон родился и обучался в Ли.